# Ryan Gauld
Ryan Stewart Gauld (Aberdeen, 16 december 1995) is een Schots voetballer die doorgaans speelt als middenvelder. In juli 2021 verruilde hij Farense voor Vancouver Whitecaps.

## Clubcarrière
Gauld is afkomstig uit de jeugdopleiding van Dundee United, waarin hij tussen 2006 en 2012 actief was. Op 13 mei 2012 debuteerde de middenvelder voor het eerste team van de club, toen er met 0–2 gewonnen werd op bezoek bij Motherwell. Op 4 november 2013 verlengde Gauld zijn verbintenis bij Dundee tot medio 2016. Een maand later, op 16 december, werd daar nog een jaar aan toegevoegd. In de zomer van 2014 verkaste de middenvelder naar Sporting CP voor circa 3,75 miljoen euro. Na twee jaar, waarin hij vooral voor het tweede elftal van Sporting uitkwam, werd hij voor de duur van één seizoen op huurbasis gestald bij Vitória Setúbal, samen met teamgenoot André Geraldes. Op 4 januari 2017 won Vitória in de Taça da Liga met 2–1 van Sporting. Als wraak haalde Sporting beide spelers een dag later terug naar Lissabon, waar ze in het B-elftal van de club terechtkwamen.
In de zomer van 2017 werd Gauld opnieuw verhuurd; dit maal voor een seizoen aan Aves. Het seizoen erop huurde Farense de Schotse middenvelder. In de winterstop van het seizoen 2018/19 werd de verhuurperiode van Gauld bij Farense afgebroken en hierop huurde Hibernian hem voor het restant van het seizoen. Na zijn terugkeer bij Sporting verliep de verbintenis van Gauld, waarop hij transfervrij werd overgenomen door Farense. Met die club promoveerde hij in het seizoen 2019/20 naar de Primeira Liga. Na een seizoen met negen doelpunten op het hoogste niveau werd Gould voor een bedrag van circa driehonderdvijftigduizend euro overgenomen door Vancouver Whitecaps, waar hij voor drieënhalf jaar tekende. Zijn contract werd in januari 2024 opengebroken en met drie seizoenen verlengd tot eind 2027.

## Clubstatistieken
| Seizoen | Club                | Competitie          | Competitie | Competitie | Beker | Beker | Internationaal | Internationaal | Totaal | Totaal |
| Seizoen | Club                | Competitie          | Wed.       | Dlp.       | Wed.  | Dlp.  | Wed.           | Dlp.           | Wed.   | Dlp.   |
| ------- | ------------------- | ------------------- | ---------- | ---------- | ----- | ----- | -------------- | -------------- | ------ | ------ |
| 2011/12 | Dundee United       | Premiership         | 1          | 0          | 0     | 0     | —              | —              | 1      | 0      |
| 2012/13 | Dundee United       | Premiership         | 10         | 1          | 1     | 0     | —              | —              | 11     | 1      |
| 2013/14 | Dundee United       | Premiership         | 31         | 6          | 7     | 2     | —              | —              | 38     | 8      |
| 2014/15 | Sporting CP         | Primeira Liga       | 2          | 0          | 3     | 2     | —              | —              | 5      | 2      |
| 2014/15 | Sporting CP II      | Segunda Liga        | 26         | 3          | —     | —     | —              | —              | 26     | 3      |
| 2015/16 | Sporting CP II      | Segunda Liga        | 38         | 5          | —     | —     | —              | —              | 38     | 5      |
| 2016/17 | → Vitória Setúbal   | Primeira Liga       | 5          | 0          | 4     | 0     | —              | —              | 9      | 0      |
| 2017/18 | → Aves              | Primeira Liga       | 18         | 1          | 4     | 0     | —              | —              | 22     | 1      |
| 2018/19 | → Farense           | Segunda Liga        | 12         | 2          | 0     | 0     | —              | —              | 12     | 2      |
| 2018/19 | → Hibernian         | Premiership         | 5          | 0          | 1     | 0     | —              | —              | 6      | 0      |
| 2019/20 | Farense             | Segunda Liga        | 21         | 9          | 1     | 0     | —              | —              | 22     | 9      |
| 2020/21 | Farense             | Primeira Liga       | 33         | 9          | 1     | 0     | —              | —              | 34     | 9      |
| 2021    | Vancouver Whitecaps | Major League Soccer | 19         | 4          | 1     | 2     | —              | —              | 20     | 6      |
| 2022    | Vancouver Whitecaps | Major League Soccer | 28         | 8          | 4     | 0     | —              | —              | 32     | 8      |
| 2023    | Vancouver Whitecaps | Major League Soccer | 34         | 11         | 2     | 1     | 6              | 0              | 42     | 12     |
| 2024    | Vancouver Whitecaps | Major League Soccer | 34         | 15         | 5     | 2     | 2              | 0              | 41     | 17     |
| 2025    | Vancouver Whitecaps | Major League Soccer | 3          | 1          | 0     | 0     | 3              | 1              | 6      | 2      |
| Totaal  | Totaal              | Totaal              | 320        | 75         | 34    | 9     | 11             | 1              | 365    | 85     |

Bijgewerkt op 25 april 2025.

## Erelijst
| Competitie            |             |                  |             |             |
| Competitie            | Aantal      | Jaren            |             |             |
| Sporting CP           | Sporting CP | Sporting CP      | Sporting CP | Sporting CP |
| --------------------- | ----------- | ---------------- | ----------- | ----------- |
| Taça de Portugal      | 1           | 2014/15          |             |             |
| Aves                  |             |                  |             |             |
| Taça de Portugal      | 1           | 2017/18          |             |             |
| Vancouver Whitecaps   |             |                  |             |             |
| Canadian Championship | 3           | 2022, 2023, 2024 |             |             |